# بروغراما 101
بروغراما 101 (بالايطالية calcolatore progammabile da tavolo-Olivetti Programma 101 أو Programma 101، أو مختصراP101 ) هو جهاز حاسوبي شخصي قديم من صنع إيطالي.

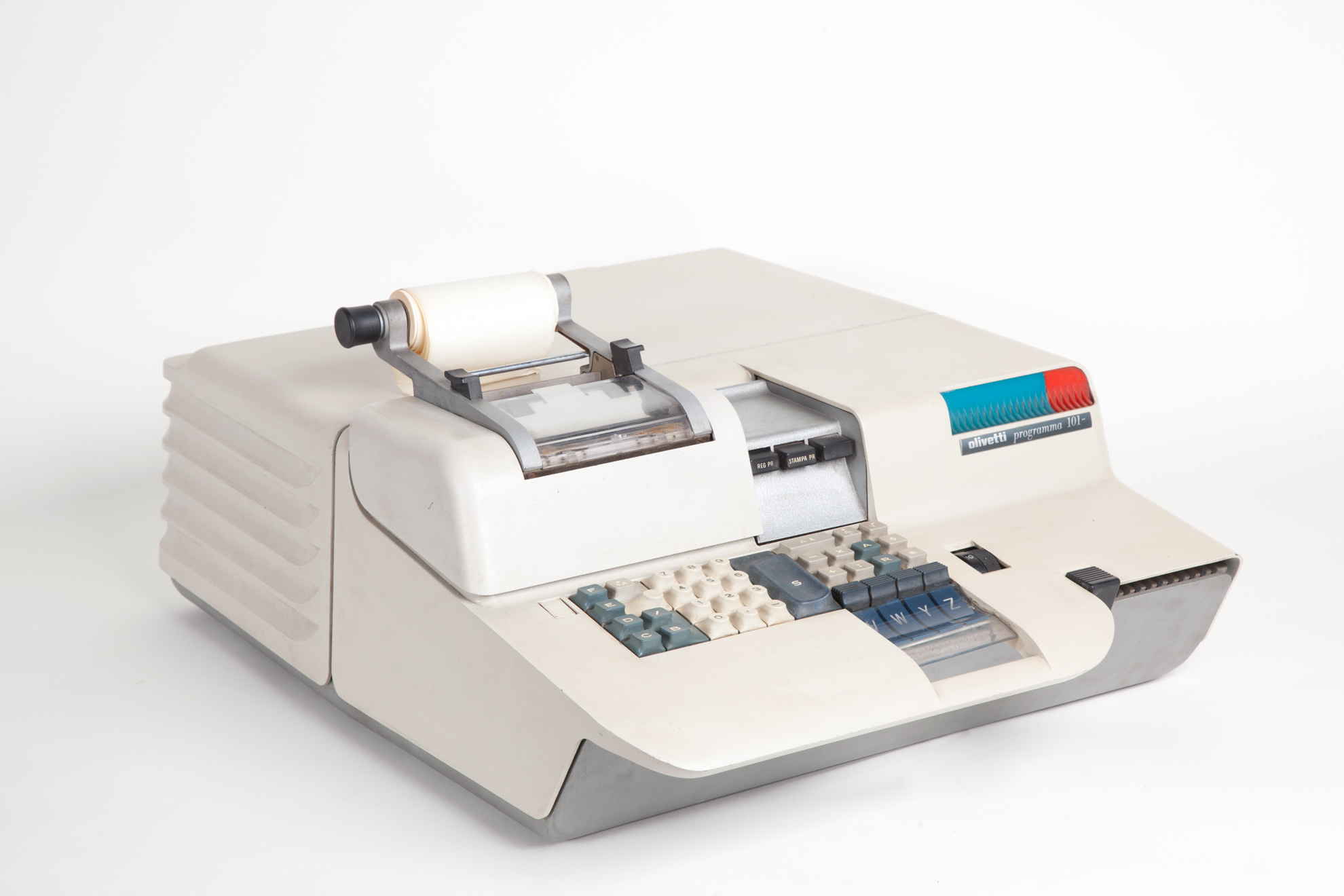
جهاز بروغراما 101 معروض في متحف العلوم والتقنيات - ليونادو دا فينتشي في ميلانو

صممت الجهاز وطوّرته الشركة الإيطالية Olivetti بين عامي 1962 و 1964 وأنتج بين عامي 1965 و 1971. صممه المهندس بيير جيورجيو بيروتو (ولذلك عرف الجهاز أيضا باسم بيروتينا- Perottina نسبةً له) بمساعدة جيوفاني دي ساندري Giovanni De Sandre وغاستون غارزيرا Gastone Garziera. و رسم شكله الخارجي بيليني ماريو Bellini Mario.
عُرض جهاز بروغراما 101 لأول مرة في سنة 1965. بالإضافة إلى تصميمه المستقبلي، كان أول كمبيوتر شخصي تجاري رقمي وقابل للبرمجة.

## هيكل الآلة
يتكون جهاز Programma 101 من ستة أجزاء رئيسية:
- لوحة المفاتيح التي تسمح لتنفيذ عمليات مثل الجمع أو برنامج العودة فوراً.
- الذاكرة التي تخزن البيانات والتعليمات .
- طابعة على  لفيفة ورقية أسطوانية.
- قارئ – مسجل بطاقة مغناطيسية.
- وحدة حسابية ومنطقية.
- وحدة تجكم.

### الذاكرة
يحتوي جهاز يروغراما 101 على 10 سجلات معالجة هي كالتالي:
- سجلان P1 و P2 لتخزين التعليمات وكل سجل يمكن أن يخزّن 24 تعليمة.
- سجلان B و C من 24 حرف لتخزين المعطيات.
- 3 سجلات D و E و F لتخزين التعليمات أو المعطيات .
- 3 سجلات: الأول M وسطي والثاني A مدخّر والثالث R للنتائج.

## أهميته
يمكن اعتبار بروغراما 101 أول كمبيتوتر شخصي في العالم، رغم أنه لم يكن يتوفر على شاشة ولكن كان بإمكانه القيام بأهم العمليات الحسابية والكتابية الضرورية في تلك الفترة. وقد استخدم هذا الجهاز في مهمة ابولو 11.